# Issam Abu Dżamra
Issam Nicolas Abu Dżamra, Issam Abou Jamra – emerytowany generał-brygadier i polityk libański, prawosławny chrześcijanin. Urodził się w 1937 r., w południowolibańskiej wiosce Kfeir. W 1956 r. wstąpił do akademii wojskowej, którą ukończył trzy lata później. Studiował też nauki prawnicze na Uniwersytecie Libańskim. W latach 80. pełnił różne, wysokie funkcje wojskowe. 22 września 1988 r. został wicepremierem w rządzie tymczasowym kierowanym przez gen. Michela Aouna. Był też ministrem odpowiedzialnym za sześć resortów. 13 października 1990 r., wraz z innymi członkami kierownictwa libańskiej armii, schronił się we francuskiej ambasadzie po zajęciu siedziby prezydenta Libanu przez wojska syryjskie. W czerwcu następnego roku razem z Michelem Aounem i Edgarem Maaloufem został zmuszony do emigracji do Francji, gdzie był jednym z założycieli Wolnego Ruchu Patriotycznego. W 2005 r. powrócił do ojczyzny. W lipcu 2008 r. został mianowany wicepremierem w rządzie Fuada Siniory. Startował w wyborach parlamentarnych w 2009 r. w pierwszym okręgu bejruckim (Al-Aszrafijja), ale przegrał z Najlą Tueni.